# Свети Йоан Богослов (Сяр)
„Свети Йоан Богослов“ (на гръцки: Αγίου Ιωάννου Θεολόγου) е възрожденска православна църква в източномакедонския град Сяр (Серес), Егейска Македония, Гърция. Част е от Сярската и Нигритска епархия на Вселенската патриаршия.
Храмът е разположен на хълм в западната сярска махала Горна Каменица (Ано Каменикия), на улица „Агиос Йоанис Теологос“ № 1. Изграден е в 1836 година в памет на спасяването на жителите на Сяр от клане на 8 май 1821 година - деня на Свети Йоан Богослов. Тогава Мехмед бей, за да спаси приятеля си Папайоанис Сакелариос му издава готвените планове за погром и митрополит Хрисант Серски се намесва пред каймакамина и успява да предотврати готвеното клане на християни. В града са убити само четирима души и Йоан Богослове обявен за защитник на Сяр. В 1855 година манастирът „Свети Йоан Предтеча“ изплаща дълговете на храма от 50 000 гроша и църквата попада в негова зависимост. По-късно каменичани си откупуват църквата обратно.
В архитектурно отношение църквата е представлява типичната за XIX век трикорабна базилика с дървен четирискатен покрив. В 1919 година сградата е удължена с пет метра, като е добавена П-образна женска църква и камбанария. В 1957 година на южната страна а добавена малка стаичка, а в 1966 година и кухня, като нартексът и канцеларията са затворени със стъклени прозорци. Обновени са покривът и подът. Дървеният под на женската църква в 1980 година е заменен с цимент. Към осемте дървени колони са добавени още четири бетонни. Църквата има два входа – от запад и юг, и се осветява чрез осемнадесет прозореца. В олтара освен апсидалната конха има още пет по-малки. Олтарът е мраморен. Иконостасът е оригинален резбован с три реда икони – 12 царски и 44 по-малки над тях. Някои от тях са датирани 1836 година. Стари стенописи има в проскомидията и над колоните на средния кораб, където са изписани евангелистите и пророците Мойсей, Давид, Соломон и Илия. Света Богородица Ширшая небес в олтара е изписана през 1971 година от зографа Константинос Котикостас. Останалите стенописи са дело на Николаос Голас от 1992 година. Амвонът, владишкият трон, проскинитариите, аналоите и дограмата са резбовани, дело на серски ателиета от 1988 – 1991 година. Ценни реликви от XIX век са преносимите икони, съдовете, брокатният епитаф.
В 1990 година заради оригиналния си архитектурен стил, хубавите си фрески и декорация и красивите си икони храмът е обект на поклонничество и е обявен за защитен паметник на културата.
Част от енорията е и църквата „Света Варвара“, разположена отвъд реката, западно от стадиона.